# Comephorus dybowskii
Comephorus dybowskii, trivialnamn fettulk, är en fiskart som beskrevs av den ryska biologen Alexej Aleksejevitj Korotneff 1904. Den ingår i släktet Comephorus och familjen Comephoridae. Inga underarter finns listade i Catalogue of Life.
En hona hade en längd av 13,4 cm och ett annat exemplar som troligen var en hane var 16 cm lång.
Arten förekommer endemisk i Bajkalsjön. Den simmar ibland nära vattenytan och den kan dyka till ett djup av cirka 1 000 meter. Vid slutet av vintern i januari och februari vistas Comephorus dybowskii ofta vid ett djup av 300 till 500 meter. Under mars och april hittas individerna vanlig närmare vattenytan vid ett djup av 100 till 120 meter. Det finns inga tecken att arten vandrar längre sträckor under en och samma dag. Comephorus dybowskii lever längre bort från strandlinjen.
Födan utgörs främst av märlkräftor.